# Syzygium richii
Syzygium richii là một loài thực vật có hoa trong Họ Đào kim nương. Loài này được (A.Gray) Merr. & L.M.Perry miêu tả khoa học đầu tiên năm 1942.